# Tweede Slag om Porto
De Tweede Slag om Porto, ook wel bekend als de slag bij de Douro, was een veldslag die plaatsvond op 12 mei 1809 tijdens de Spaanse Onafhankelijkheidsoorlog en maakte een einde aan de tweede Franse invasie in Portugal.

## Aanloop
Op 28 maart 1809 had maarschalk Nicolas Jean-de-Dieu Soult de stad Porto ingenomen nadat hij het Portugese leger had verslagen in de eerste Slag om Porto. Een gedeelte van zijn leger werd tijdens het tweede beleg van Chaves verslagen door de Portugezen onder leiding van generaal Francisco da Silveira Pinto da Fonseca Teixeira en hierdoor raakte Soult's communicatielijn met Spanje geblokkeerd. In het begin van de maand mei kreeg Soult het idee dat het tij tegen hem aan het keren was en maakte hij plannen voor zijn terugkeer naar Spanje.

## Slag
Op de ochtend van 12 mei naderde het Britse leger de rivier ten oosten van Porto en ze wisten zonder aanvankelijk de aandacht te trekken van de Fransen om de rivier over te steken. De Franse commandant Maximilien Sébastien Foy was de eerste Franse getuige van de oversteek en stuurde daarop drie divisies naar het seminarie om de Britten aldaar aan te vallen.  Hij raakte bij deze aanvallen zelf gewond, maar de Britten wisten herhaaldelijk de Franse aanvallen af te slaan.
Soult gaf de opdracht om de troepen die de boten bewaakte om Foy te gaan ondersteunen, maar de lokale bevolking nam van deze keuze gebruik om hun boten te pakken en de Britten over te brengen. De Britten konden hierop de Fransen in de rug aanvallen waarop het Franse leger in noordoostelijke richting op de vlucht sloeg. John Murray was belast met de taak om de Fransen de pas af te snijden, maar hij slaagde er niet om de Fransen tegen te houden.

## Nasleep
De Fransen waren in staat uit Porto te vluchten doordat het merendeel van het Brits-Portugese leger zich nog op de zuidoever van de Douro bevond. Het Franse leger trok noordwaarts, maar door de opmars van het Britse leger moest het haar route aanpassen. Gedurende de vlucht richting Spanje verloor het Franse leger 58 kanonnen en 4.500 soldaten.